# Tweecellige valeriaanroest
De tweecellige valeriaanroest (Puccinia commutata) is een schimmel behorend tot de familie Pucciniaceae. Het is een biotrofe parasiet die spermogonia, aecia en telia vormt op de bladeren van valeriaan (Valeriana), uitgezonderd de kleine valeriaan (Valeriana dioica), die geen waardplant is.

## Kenmerken
Op Valeriaan (Valeriana) de enige roest die 2-cellige teliosporen vormt. Uredinia ontbreken. Op basis van aecia is het lastiger te onderscheiden door de combinatie van het voorkomen van aecia in kleine groepen op vergroeide bladstelen en stengels, de vergroeiingen worden uiteindelijk 1-10 cm groot, én de aeciosporen 14-19 µm.

## Verspreiding
In Nederland komt de tweecellige valeriaanroest uiterst zeldzaam voor.